# Daniel Samonas
Daniel Samonas (Toronto, 7 maart 1990) is een Amerikaans acteur. Hij is te zien in onder meer de films Downstream en The Least of These. Ook was hij te zien als Doug Toder zien in iCarly .

## Filmografie
- Downstream (2009)
- The Least of These (2008)
- Wizards of Waverly Place (2008)
- Entourage (2007-2008)
- iCarly (2008)
- CSI: NY (2008)
- Without a Trace (2008)
- Avatar: The Last Airbender (2005-2007)
- ER (2007)
- The Last Day of Summer (2007)
- All of Us (2006)
- Stronger Than Daylight (2006)
- Thanks to Gravity (2006)
- My Struggle (2006)
- Hannah Montana (2006)
- Zoey 101 (2006)
- Enemies (2006)
- 3 the Hard Way (2005)
- Everybody Hates Chris (2005)
- Hitters Anonymous (2005)
- Migra, La (2005)
- Little Men (2005)
- Pizza Palace (2004)
- Ephraim (2004)